# Consejo de Gobierno de la Junta de Andalucía de la VIII Legislatura
El Consejo de Gobierno de la Junta de Andalucía de la VIII Legislatura fue investido tras las elecciones generales españolas y autonómicas andaluzas del 9 de marzo de 2008. Fue remodelado en abril de 2009, tras la dimisión de Manuel Chaves González como presidente de la Junta de Andalucía. El consejo de gobierno se compone de la siguiente manera:
| Presidente | José Antonio Griñán Martínez | PSOE Andalucía | 23 de abril de 2009 - |

| Departamento                                        | Titular                       | Filiación      | Mandato               |
| Consejera de la Presidencia y Portavoz del Gobierno | María del Mar Moreno Ruiz     | PSOE Andalucía | 23 de marzo de 2010 - |
| Consejero de Gobernación y Justicia                 | Luis Pizarro Medina           | PSOE Andalucía | 24 de abril de 2009 - |
| Consejera de Hacienda y Administración Pública      | Carmen Martínez Aguayo        | PSOE Andalucía | 24 de abril de 2009 - |
| Consejero de Educación                              | Francisco Álvarez de la Chica | PSOE Andalucía | 23 de marzo de 2010 - |
| Consejero de Economía, Innovación y Ciencia         | Antonio Ávila Cano            | PSOE Andalucía | 23 de marzo de 2010 - |
| Consejera de Obras Públicas y Vivienda              | Rosa Aguilar Rivero           | Independiente  | 24 de abril de 2009 - |
| Consejero de Empleo                                 | Manuel Recio Menéndez         | PSOE Andalucía | 23 de marzo de 2010 - |
| Consejera de Salud                                  | María Jesús Montero Cuadrado  | PSOE Andalucía | 21 de abril de 2008 - |
| Consejera de Agricultura y Pesca                    | Clara Aguilera García         | PSOE Andalucía | 24 de abril de 2009 - |
| Consejero de Turismo, Comercio y Deporte            | Luciano Alonso Alonso         | PSOE Andalucía | 21 de abril de 2008 - |
| Consejera para la Igualdad y Bienestar Social       | Micaela Navarro Garzón        | PSOE Andalucía | 21 de abril de 2008 - |
| Consejero de Cultura                                | Paulino Plata Cánovas         | PSOE Andalucía | 23 de marzo de 2010 - |
| Consejero de Medio Ambiente                         | José Juan Díaz Trillo         | PSOE Andalucía | 23 de marzo de 2010 - |

Antiguos consejeros:
| Departamento                                              | Titular                       | Filiación      | Mandato                                   |
| Consejera de Obras Públicas y Transportes                 | María del Mar Moreno Ruiz     | PSOE Andalucía | 21 de abril de 2008 - 9 de julio de 2008  |
| Presidente de la Junta de Andalucía                       | Manuel Chaves González        | PSOE Andalucía | 17 de abril de 2008 - 7 de abril de 2009  |
| Vicepresidente Primero y Consejero de la Presidencia      | Gaspar Zarrías Arévalo        | PSOE Andalucía | 21 de abril de 2008 - 7 de abril de 2009  |
| Presidente en funciones de la Junta de Andalucía          | Gaspar Zarrías Arévalo        | PSOE Andalucía | 7 de abril de 2009 - 23 de abril de 2009  |
| Vicepresidente Segundo y Consejero de Economía y Hacienda | José Antonio Griñán Martínez  | PSOE Andalucía | 21 de abril de 2008 - 23 de abril de 2009 |
| Consejera de Gobernación                                  | Clara Eugenia Aguilera García | PSOE Andalucía | 21 de abril de 2008 - 24 de abril de 2009 |
| Consejera de Educación                                    | Teresa Jiménez Vílchez        | PSOE Andalucía | 21 de abril de 2008 - 24 de abril de 2009 |
| Consejera de Justicia y Administración Pública            | Evangelina Naranjo Márquez    | PSOE Andalucía | 21 de abril de 2008 - 24 de abril de 2009 |
| Consejero de Innovación, Ciencia y Empresa                | Francisco Vallejo Serrano     | PSOE Andalucía | 21 de abril de 2008 - 24 de abril de 2009 |
| Consejero de Obras Públicas y Transportes                 | Luis García Garrido           | PSOE Andalucía | 9 de julio de 2008 - 24 de abril de 2009  |
| Consejero de Agricultura y Pesca                          | Martín Soler Márquez          | PSOE Andalucía | 21 de abril de 2008 - 24 de abril de 2009 |
| Consejero de la Presidencia                               | Antonio Ávila Cano            | PSOE Andalucía | 7 de abril de 2009 - 23 de marzo de 2010  |
| Consejera de Educación                                    | María del Mar Moreno Ruiz     | PSOE Andalucía | 24 de abril de 2009 - 23 de marzo de 2010 |
| Consejera de Justicia y Administración Pública            | Begoña Álvarez Civantos       | PSOE Andalucía | 24 de abril de 2009 - 23 de marzo de 2010 |
| Consejero de Innovación, Ciencia y Empresa                | Martín Soler Márquez          | PSOE Andalucía | 24 de abril de 2009 - 23 de marzo de 2010 |
| Consejero de Empleo                                       | Antonio Fernández García      | PSOE Andalucía | 21 de abril de 2008 - 23 de marzo de 2010 |
| Consejero de Vivienda y Ordenación del Territorio         | Juan Espadas Cejas            | PSOE Andalucía | 21 de abril de 2008 - 23 de marzo de 2010 |
| Consejera de Cultura                                      | Rosa Torres Ruiz              | PSOE Andalucía | 21 de abril de 2008 - 23 de marzo de 2010 |
| Consejera de Medio Ambiente                               | Cinta Castillo Jiménez        | PSOE Andalucía | 21 de abril de 2008 - 23 de marzo de 2010 |

- Datos: Q51137480